# Nekem nem kell más
A Nekem nem kell más az Edda Művek huszonhatodik albuma. Az eddigiektől eltérően egy líraibb hangvételű lemez készült.

## Számok listája
1. Háromszor
2. Nekem nem kell más
3. Nincs erre válasz
4. Könnyű préda
5. Ha jön a magány
6. Árnyék a falon
7. Feléd nyújtom a kezem
8. Megtaláltam
9. Ez más
10. Szerelem virága

## Az együttes felállása
- Alapi István – szólógitár
- Gömöry Zsolt – billentyűs hangszerek
- Hetényi Zoltán – dob, ütőhangszerek
- Kicska László – basszusgitár
- Pataky Attila – ének